# Iglesia de Santa Clara (Mullol)
La iglesia de Santa Clara es una iglesia románica de la antigua casería del Mullol, perteneciente al pueblo de Siall, del antiguo término de Isona y actual de Isona y Conca Dellá.
Santa Clara es la última advocación que se le conoce, pero a lo largo de la historia también consta como dedicada a San Martín (Buron, 1994) y San Miguel, aunque el tema es confuso e incluso contradictorio, en los documentos donde se encuentran menciones.
Está situada en un lugar difícil de encontrar actualmente, dado el estado de abandono que tiene toda esta parte del término isonenco. Un vecino de Siall hace años marcó el camino desde el mismo pueblo: hay que seguir un camino hacia el este, primero, y al cabo de un kilómetro seguir un sendero enzarzado, en el que se pueden ir encontrando los montones de piedras que marcan este camino. La iglesia está a unos dos kilómetros del pueblo (1,5 en línea recta).
Es una obra rural del siglo XII, primitiva pero llena de detalles donde se aprecia la depuración de algunas de las técnicas constructivas aplicadas en este templo. Está abandonada del todo, como la masía que tiene al lado, el Mullol, se mantiene en pie.
Es de una sola nave cubierta con bóveda de cañón apuntada, con un arco toral hacia la mitad de la nave. Un ábside semicircular, con arco presbiterial también apuntado que cierra la nave por levante. Una moldura biselada para asentar los arranques de las bóvedas es toda la ornamentación interior existente.
La puerta está en el sur, cerca del ángulo con la fachada de poniente. Tiene arco de medio punto adintelado con piedras bien talladas. Dos ventanas de doble derrame y un rosetón son las otras entradas de luz que tiene el templo. Las ventanas, que tienen aristas molduradas, están situadas una en la fachada meridional y la otra en el centro del ábside. El rosetón, muy primitivo, está a poniente, y recuerda las celosías de ventanas del primer románico. Forman la circunferencia seis radios, todo excavado en una sola roca de piedra pómez.
Los sillares son irregulares, y el conjunto de la obra, modesto, pero destacan la inclusión de sillares de piedra pómez en las ventanas, en la puerta, en las bóvedas y en los arcos que enriquecen su decoración. 